# Christian Prawda
Christian Prawda (* 6. August 1982 in Wolfsberg) ist ein ehemaliger österreichischer Fußballspieler auf der Position eines Abwehrspielers, der heute (Stand: 2024) als Fußballtrainer in Erscheinung tritt.

## Karriere
Prawda begann seine Karriere beim Heimatverein Annabichler SV aus Klagenfurt. Später kam er in die Jugendmannschaft des FC Kärnten, ehe er vom selben Verein zum Satellitenklub BSV Juniors Villach verliehen wurde. In der zweiten Liga absolvierte Prawda 22 Spiele. 2003 kam er zu der ersten Mannschaft des FC Kärnten und gab sein Debüt in der höchsten österreichischen Spielklasse. Ein Jahr später folgte sein Debüttor. Nach dem Abstieg im selben Jahr blieb er den Kärntnern erhalten. Erst als der SK Austria Kärnten vom FC Superfund die Lizenz erwerben konnte, spielte Prawda wieder in der ersten Liga Österreichs.
In der Winterpause der Saison 2009/10 wurde Prawdas Wechsel, der zunächst im Sommer 2010 stattfinden sollte, zum Ligakonkurrenten Sturm Graz bekanntgegeben. Am 26. Jänner 2010 wurde Prawda bereits mit sofortiger Wirkung zu Sturm geholt.
Mit Saisonende 2009/10 entschied sich Prawda seine Profikarriere zu beenden. Sein Vertrag mit Sturm Graz wurde einvernehmlich aufgelöst. Prawda wollte andere Wege gehen, schied deshalb aus dem Profifußball aus und begann ein Studium der Informationstechnik in Klagenfurt. Nach langem Hin und Her wechselte er schließlich in die Regionalliga Mitte zum SK Austria Klagenfurt. Zur Saison 2011/12 wechselte er innerhalb der Regionalliga Mitte zum Villacher SV, bei den er von Beginn an als Stammkraft agierte und bis zum Saisonende, nachdem er auf diversen Positionen eingesetzt wurde und in einer Begegnung sogar als Kapitän am Rasen stand, auf 27 Ligaeinsätze und einen Treffer kam, wurde er mit dem Team hinter dem Grazer AK Vizemeister der Regionalliga Mitte. Auch 2012/13 gehörte er zur Stammmannschaft des Villacher SV und kam die meiste Zeit als Linksverteidiger auf 26 Regionalligaeinsätze, während der er abermals einen Treffer erzielte und es mit der Mannschaft bis ins Achtelfinale des ÖFB-Cups 2012/13 schaffte.
Nach Lizenzproblemen beim Klub verließ Prawda im Sommer 2013 den Verein und wechselte stattdessen zum Ligakonkurrenten Austria Klagenfurt. Mit den Klagenfurtern absolvierte er bis zum Saisonende 2013/14 23 von 30 möglich gewesenen Ligaspielen und führte die Mannschaft, nachdem er zwischen August und September 2013 kaum im Kader stand, ab Mitte März 2014 als Mannschaftskapitän an. Auch beim Kärntner Hauptstadtverein hatte Prawda keine fixe Position inne, sondern wechselte nahezu bei jedem Spiel seine Defensivposition. Am Saisonende rangierte er mit der Mannschaft auf dem fünften Platz der Regionalliga Mitte. In der Spielzeit 2014/15 war er erneut Kapitän der ab dieser Zeit von Manfred „Manni“ Bender trainierten Truppe, stand jedoch über weitere Teile der Saison nicht im Mannschaftskader und brachte es dementsprechend auf lediglich 14 Regionalligaeinsätze, in denen er zwei Torvorlagen beisteuerte. In der anschließenden Relegation trat Austria Klagenfurt gegen den SC-ESV Parndorf 1919, der als Vizemeister der Regionalliga Ost für den Meister SC Ritzing, der von der Bundesliga keine Lizenz bekam, teilnahm, an. Hier führte der Linksverteidiger sein Team in die zweithöchste Spielklasse des Landes, nachdem die Mannschaft das Hinspiel mit 1:2 verloren hatte, jedoch das Rückspiel, als Prawda ein Tor erzielte und ein weiteres für Patrik Eler vorbereitete, mit 1:4 in der Verlängerung gewann.
In der Saison 2015/16 trat Prawda für seine Mannschaft weiterhin in seiner eigentlich angestammten Position auf der linken Abwehrseite und als Kapitän in Erscheinung und kam dabei auf 27 Meisterschaftseinsätze, während der er ein Tor erzielte und ein weiteres vorbereitete.
Nach der Saison 2015/16 beendete er seine Karriere. Ein halbes Jahr nach seinem eigentlichen Karriereende wechselte er allerdings zum viertklassigen Annabichler SV, bei dem er einst seine Karriere begonnen hatte. Mit Annabichl stieg er 2018 in die Unterliga ab und war in dieser noch bis zu seinem Abgang in der Saison 2022/23 aktiv. In rund sechs Jahren beim ASV kam er auf 101 Ligaeinsätze und drei -tore. In der Winterpause 2023/23 wechselte Prawda als Spieler und Trainer zur zweiten Mannschaft des KAC 1909 mit Spielbetrieb in der sieben- und damit letztklassigen 2. Klasse D. Dort setzte er sich bis zum Sommer in drei Meisterschaftsspielen selbst ein und trat danach in keinem offiziellen Pflichtspiel seines Klubs mehr in Erscheinung.

## Erfolge
mit dem SK Sturm Graz
- Österreichischer Pokalsieger: 2009/10

mit dem Villacher SV
- Vizemeister der Regionalliga Mitte: Saison 2011/12

mit dem SK Austria Klagenfurt
- Meister der Regionalliga Mitte und Aufstieg in die Erste Liga: Saison 2014/15